# ARPPU
ARPPU (англ. Average revenue per paying user, средняя выручка на одного платящего пользователя) — показатель, используемый в основном в приложениях и играх с бесплатной или условно-бесплатной схемой монетизации, показывающий лояльность аудитории к ценам, установленным в проекте.

## Формула расчета
Средняя выручка на одного платящего пользователя рассчитывается по следующей формуле:
{\displaystyle ARPPU={\frac {\text{Выручка}}{\text{Число пользователей, совершивших оплату}}}}

## Отличие ARPPU от ARPU
Следует отличать показатели ARPU и ARPPU. Они оба являются показателями монетизационной эффективности проекта, однако ARPU относится вообще ко всем пользователям за рассматриваемый период, а ARPPU - только к тем пользователям, которые совершили оплату.

## Отличие ARPPU от среднего чека
Средний чек и ARPPU - разные показатели. Средний чек рассматривает отношение дохода ко всем транзакциям за определённый период, в то время как ARPPU рассматривает отношение дохода к числу пользователей, совершивших оплату в определённый период. Поэтому вполне вероятна ситуация, при которой один и тот же пользователь может совершить сразу несколько покупок в контрольный период.

## Пример расчета
Допустим, издатель мобильного приложения-игры за один месяц получил $1 000 выручки. За этот месяц приложением воспользовались 5 000 уникальных пользователей, при этом 250 внутриигровых покупок сделали 200 человек. Показатели ARPU, ARPPU и средний чек будут рассчитываться следующим образом:
- ARPU = $1 000 ÷ 5 000 пользователей = $0,2
- ARPPU = $1 000 ÷ 200 платящих пользователей = $5
- Средний чек = $1 000 ÷ 250 покупок = $4